# Militärischer Abschirmdienst

Logo Militärischer Abschirmdienst

Militärischer Abschirmdienst (MAD, pełna nazwa: Amt für den militärischen Abschirmdienst, z niem. Służba Ochrony Sił Zbrojnych) – niemiecka służba kontrwywiadu wojskowego Bundeswehry. Razem z Bundesnachrichtendienst (Federalną Służbą Wywiadu) i Bundesamt für Verfassungsschutz (Federalnym Urzędem Ochrony Konstytucji), MAD należy do trzech służb specjalnych RFN. Funkcje wywiadu wojskowego w Niemczech pełniło również Zentrum für Nachrichtenwesen der Bundeswehr zlikwidowane 31.12.2007 (Centrala Wywiadowcza Bundeswehry).
Utworzony w 1956 roku jako Amt für Sicherheit der Bundeswehr (ASBw), Urząd Bezpieczeństwa Bundeswehry. W 1984 roku zmienił nazwę na obecną. Do jego głównych zadań należy ochrona niemieckich sił zbrojnych (Bundeswehry) przed działalnością obcych służb wywiadowczych oraz ruchami wywrotowymi i ekstremistycznymi w wojsku. MAD podlega niemieckiemu Federalnemu Ministerstwu Obrony i zatrudnia 1300 żołnierzy i pracowników cywilnych wojska. Centrala MAD znajduje się w koszarach im. Konrada Adenauera w Kolonii. Prezesem jednostki jest Martina Rosenberg. W 2019 roku w ramach jednostki zostały rozpatrzone 482 sprawy.

## Działalność
Uprawnienia jednostki oraz metody jej pracy określa ustawa o Służbie Ochrony Sił Zbrojnych, uchwalona 20 grudnia 1990 roku. Według przepisów, MAD jest służbą specjalną o kompetencjach bardzo zbliżonych do służb cywilnych. W 2004 roku doszło do nowelizacji ustawy – poszerzono kompetencje MAD o działania zabezpieczające niemieckie kontyngenty wojskowe za granicę i misje humanitarne z udziałem sił zbrojnych. Dokonano także restrukturyzacji i zredukowano liczbę placówek MAD z 28 do 12.
Cele działalności Służby Ochrony Sił Zbrojnych:
– rozpoznawanie i zwalczanie zagrożeń dla wewnętrznego bezpieczeństwa struktur podległych resortowi obrony,
– realizacja procedur clearingowych w stosunku do żołnierzy, oficerów i pracowników cywilnych zatrudnionych w resorcie obrony,
– czuwanie nad bezpieczeństwem infrastruktury Sił Zbrojnych (w tym telekomunikacji, łączności, transportu specjalnego oraz kryptografii),
– gromadzenie i ocena informacji, wiadomości i dokumentów dotyczących działalności wspierającej wolny demokratyczny porządek państwa lub działalności zagrażających bezpieczeństwu służb specjalnych,
– ocena stanu bezpieczeństwa agencji i instytucji Federalnego Ministerstwa Obrony.
Oprócz obowiązków prawnych MAD, jako cywilny organ federalny, realizuje także te zadania, które zostały mu wyznaczone dekretami i instrukcjami Ministerstwa Obrony oraz na podstawie regulaminu służbowego Bundeswehry. Obejmuje to w szczególności usługi doradcze i pomocnicze dla kierowników usług i pracowników ochrony.

## Struktura
Struktura Służby Ochrony Sił Zbrojnych posiada całkowicie scentralizowane struktury, które działają wyłącznie na poziomie federalnym. Jedną z podstawowych zasad działania służb specjalnych w Niemczech jest ich separacja od instytucji posiadających uprawnienia policyjne. Strukturę MAD tworzy pięć departamentów:
- Departament I – zabezpieczenie techniczne, kwestie prawne, współpraca międzynarodowa,
- Departament II – rozpoznawanie i zwalczanie ekstremizmu politycznego i terroryzmu,
- Departament III – kontrwywiad oraz kontrwywiadowcze zabezpieczenie kontyngentów zagranicznych i misji humanitarnych z udziałem sił zbrojnych,
- Departament IV – ochrona informacji niejawnych i realizacja procedur poświadczenia bezpieczeństwa,
- Departament V – zabezpieczenie logistyczne[1].

Militärischer Abschirmdienst posiada 14 urzędów regionalnych w:
- Ambergu
- Hilden
- Geltow
- Hannowerze
- Karlsruhe
- Kilonii
- Koblencji
- Lipsku
- Moguncji
- Monachium
- Münsterze
- Rostocku
- Stuttgarcie
- Wilhelmshaven